# Bulbophyllum chloroglossum
Bulbophyllum chloroglossum là một loài phong lan thuộc chi Bulbophyllum.